# Vila Inhomirim
Vila Inhomirim ou Raiz da Serra, é um bairro-distrito do município de Magé, no estado do Rio de Janeiro, no Brasil. É a sede do Sexto Distrito de Magé, de acordo com o Decreto Estadual n° 241 de 09/05/1891 e pela Lei Municipal n° 2.187 de 25 de abril de 2013, que define e delimita os bairros do município de Magé. Muitos pensam que a sede do sexto distrito de Magé fica no bairro de Piabetá, pelo fato de Piabetá ser o maior centro urbano e comercial e por ser o maior cartório eleitoral e bairro mais populoso não somente do sexto distrito, mas de todo o município de Magé, mas oficialmente o bairro-sede do sexto distrito de Magé não é Piabetá, mas sim o bairro de Raiz da Serra (Vila Inhomirim).

## Topônimo
"Inhomirim" é um termo oriundo da língua tupi. Significa "campo pequeno", através da junção de nhum ("campo") e mirim ("pequeno").

## História
No passado se chamava ''Nossa Senhora da Piedade do Inhomirim'', que pertencia a Vila de Iguassú (Atual Nova Iguaçú). Com a divisão e emancipação do distrito de Vila de Estrela de Nova Iguaçú, e voltando no final ainda no século XIX, toda região do distrito de Vila Inhomirim foi incorporada a Magé, pela distância do centro de Vila de Iguassú e Maxambomba. Logo depois já nos anos 40 veio a emancipação de Duque de Caxias de Nova Iguaçú, porém a região continuou sendo de Magé. 
Era o ponto de início da subida da locomotiva que empurrava os vagões da composição que vinha da estação Ferromarítima de Guia de Pacobaíba em direção à cidade de Petrópolis. Era parte da Estrada de Ferro Mauá, a primeira ferrovia comercial do país. 
Com a construção do trecho de subida em direção à Petrópolis, a ferrovia seria arrematada pela Estrada de Ferro Príncipe do Grão Pará, posteriormente denominada como Estrada de Ferro Leopoldina.
Atualmente, é o terminal da extensão Vila Inhomirim, operada pela SuperVia, com circulação constante de três composições puxadas por uma locomotiva movida a diesel, em Bitola métrica/estreita, fazendo a ligação de Vila Inhomirim até a estação Saracuruna, de onde os passageiros fazem transferência para as composições elétricas em bitola larga que fazem a ligação de Saracuruna até a Estação Terminal Central do Brasil, no Centro da Capital. O bairro também é atendido por algumas linhas de ônibus intermunicipais e municipais das empresas Auto Ônibus Vera Cruz, Trel Transturismo Rei, Viação União e Transportes e Turismo Iluminada que são as seguintes: 407I - Raiz da Serra x Duque de Caxias (Via Imbariê, BR-116, Lote XV); 461C - Raiz da Serra x Central (Parador - Via Fragoso, Imbariê, BR-116/040 e Avenida Brasil); 510I - Raiz da Serra x Duque de Caxias (Via Parada Angélica, Taquara, Santa Cruz da Serra e Lote XV); 411N - Petrópolis x Imbariê/Campos Elíseos (Via Serra Velha da Estrela, Raiz da Serra/Vila Inhomirim, Fragoso, Piabetá, Jardim Nazareno, Parque Caçula, Parada Angélica, Santa Lúcia, Imbariê, Parada Morabí, Rodovia Rio-Teresópolis, Saracuruna, Jardim Primavera e Campos Elíseos); 413N - Petrópolis x Nova Campinas, (Via Serra Velha da Estrela, Vila Inhomirim, Fragoso, Piabetá, Jardim Nazareno, Parque Caçula, Parada Angélica, Taquara, Barro Branco e Jardim Anhangá; 022 - Petropolis - Piabetá (Via Serra Velha da Estrela, Raiz da Serra/Vila Inhomirim  e Fragoso); 1004 - Raiz da Serra x Magé (Via Fragoso, Piabetá, Parque Santana, Bongaba e BR-116/493.
Em Vila Inhomirim, situa-se a Fábrica da Estrela que é uma das unidades da Indústria de Material Bélico do Brasil (IMBEL), pertencente ao Exército Brasileiro, ainda em atividade.
O distrito possui um blogue não oficial que ainda não está em processo de postagens.